# سرگی روین
سرگی روین (به انگلیسی: Sergei Nikolayevich Revin) فضانورد اهل روسیه است که در ۱۲ ژانویهٔ ۱۹۶۶ در مسکو زاده شد. وی در مأموریت سایوز تی‌ام‌ای-۰۴ام، اکسپدییشن ۳۱، اکسپدییشن ۳۲ حضور داشته است.